# Всеволод Яковлев
Всеволод Фьодорович Яковлев (на руски: Всеволод Фёдорович Яковлев) е руски офицер и съветски военачалник, генерал-лейтенант, участник в Първата и Втората световна война.

## Биография
Роден е на 4 април 1895 г. в село Окроево, (сега във Волотовски район на Новгородска област). На военна служба е от февруари 1915 г. През 1916 г. завършва Петерхофската школа за прапоршчици. По време на Първата световна война воюва на Югозападния фронт, където е командир на рота и щабс-капитан.
Постъпва в редовете на РККА през 1918 г. а от следващата година е член на КПСС. Завършва курсовете „Изстрел“ през 1928 г., курсове за командири към Военно-политическата академия „Ленин“ през 1930 г. и Военната академия „Фрунзе“ през 1934 г.
По време на Гражданската война участва в боевете с белогвардейците на Южния и Западния фронт и в ликвидирането на кулаците в Сибир, като последователно е командир на отряд със специално предназначение, командир на батальон, помощник-командир и командир на стрелкови полк.
След войната командва полк, а по-късно е командир и комисар на стрелкова дивизия. От 1937 г. е командир на 19-и стрелкови корпус. От януари 1938 г. е заместник-командващ Беларуския, от април същата година – командващ Забайкалския и от октомври 1939 г. – командващ войските на Калининския военен окръг. Участва в Зимната война, като заема длъжностите командващ и заместник-командващ 7-а армия. На 7 май 1940 г. с постановление на Съвета на народните комисари на СССР е повишен в звание генерал-лейтенант.  От юли същата година е заместник, а от януари 1941 г. – първи заместник-командващ войските на Киевския особен военен окръг.
По време на Великата отечествена война е началник на Тила на Югозападния фронт, после е заместник-началник на Генералния щаб. В периода 1941 – 1943 г. е командващ 4-та и 52-ра армии на Ленинградския и Волховския и помощник-командващ Степния фронт. Участва в Тихвинската и Любанската операции и Курската битка. От октомври 1943 г. командва войските на Беларуския военен окръг, а от 1946 г. е заместник-командващ и после командващ Ставрополския военен окръг. От 1947 г. е в запас.
Всеволод Яковлев умира на 2 април 1974 г. в Москва.

## Награди
- Два ордена „Ленин“
- Четири ордена „Червено знаме“
- Други медали